# مارجوري بي. كيلوغ
مارجوري بي. كيلوغ (بالإنجليزية: Marjorie B. Kellogg)‏ (1946)؛ روائية أمريكية. درست في كلية فاسار.

## روابط خارجية
- مارجوري بي. كيلوغ على موقع IMDb (الإنجليزية)
- مارجوري بي. كيلوغ على موقع قاعدة بيانات برودواي على الإنترنت (الإنجليزية)
- مارجوري بي. كيلوغ على موقع قاعدة بيانات برودواي على الإنترنت (الإنجليزية)